# Amarysius suturalis
Amarysius suturalis är en skalbaggsart som först beskrevs av Maurice Pic 1906.  Amarysius suturalis ingår i släktet Amarysius och familjen långhorningar. Inga underarter finns listade i Catalogue of Life.